# Roland Oehme
Roland Oehme (* 27. Oktober 1935 in Grünhainichen; † 29. November 2022) war ein deutscher Regisseur und Drehbuchautor.

## Leben
Oehme studierte nach seinem Abitur 1954 in Marienberg und fünf Jahren Wehrdienst in der Nationalen Volksarmee von 1960 bis 1964 an der Hochschule für Film und Fernsehen Potsdam-Babelsberg, Fachrichtung Regie. Sein Studium beendete er mit seinem Diplomfilm „Erzählung über eine Liebe“ (DDR 1964, Kurzspielfilm).
Parallel zu seinem Studium absolvierte er ein Praktikum in den DEFA-Studios. Hier durfte er bei der Komödie Mir nach, Canaillen! als Regieassistent bei seinem Mentor Ralf Kirsten mitwirken und so erste Erfahrungen sammeln. 1964 weigerte er sich ein Filmprojekt zu realisieren, da ihm das Drehbuch nicht gefiel, obwohl er gerade erst sein Studium beendet hatte. Dies beeinflusste seinen späteren Werdegang, da er fortan im Dokumentarfilm-Bereich der DEFA-Studios eingesetzt wurde, wo er in der Zeit von 1964 bis 1967 mit Regisseuren wie Hanns Anselm Perten, Wolfgang Luderer und Kurt Maetzig zusammenarbeitete. Seine erste Tätigkeit in Eigenregie war 1968 die Verwechslungskomödie Mit mir nicht, Madam!. Neben seiner Tätigkeit für das Fernsehen arbeitete er auch als Autor und Regisseur für Theateraufführungen; so inszenierte er bereits 1966 Asylrecht von Federico S. Inclän im kleinen Haus des Volkstheaters Rostock.
Neben diversen Theater- und Fernsehproduktionen, neun DEFA-Filmen, darunter dem großen Publikumsmagneten Der Mann, der nach der Oma kam, wurde er 1991 im Zuge der Wiedervereinigung freischaffender Regisseur und Autor. Sein erstes unabhängiges Projekt 2099 oder die Chance von vorn anzufangen inszenierte er in einem Theater in Österreich, das aber nach ein paar Monaten Insolvenz anmelden musste.
Von 1993 bis 2002 inszenierte er die Störtebeker-Festspiele in Ralswiek auf Rügen, ehe er sich auf eigenen Wunsch von dem Projekt löste. Von 2006 bis 2013 arbeitete er in Waren (Müritz) bei den Freiluftspielen Waren Müritz. Dort war er Autor der Müritz-Saga, einem Zyklus von Theaterstücken, deren fiktive Handlungen in der Müritz-Region spielen. Sein erstes Stück Zeit der Hoffnung entstand nach einer Idee von Nils Düwell im Jahre 2006. Danach folgte jährlich ein weiterer Teil der Saga.
Oehme starb am 29. November 2022 nach kurzer Krankheit. Laut DEFA-Stiftung prägte Oehme „das Komödien-Genre der DEFA wie kein zweiter Regisseur“.

## Filmografie (Auswahl)
- 1967: Die Fahne von Kriwoj Rog (als Regieassistent)
- 1969: Mit mir nicht, Madam!
- 1970: He, Du! (als Darsteller)
- 1971: Der Sonne Glut (TV)
- 1972: Der Mann, der nach der Oma kam
- 1974: Wie füttert man einen Esel
- 1975: Polizeiruf 110: Ein Fall ohne Zeugen (TV-Reihe)
- 1977: Ein irrer Duft von frischem Heu
- 1979: Einfach Blumen aufs Dach
- 1979: Addio, piccola mia (als Darsteller)
- 1981: Asta, mein Engelchen
- 1985: Meine Frau Inge und meine Frau Schmidt
- 1991: Farßmann oder Zu Fuß in die Sackgasse

## Auszeichnungen
- 1978: Kunstpreis der DDR
- 1979: Preis der Filmkritik der DDR, Große Klappe für die Beste Komödie Einfach Blumen aufs Dach
- 1981: Preis der Filmkritik der DDR, Große Klappe für die Beste Komödie Asta, mein Engelchen
- 1981: Theodor-Fontane-Preis